# Операция „Кламер“
Операция „Кламер“ (на английски: Operation Paperclip) е програма на Управлението на стратегическите служби на Съединените щати, с която около 1600 германски учени и инженери са привлечени в страната непосредствено след края на Втората световна война.
Сред целите на операцията е и да се попречи на предаването на знания и опит от германските учени на Съветския съюз и Великобритания. Джон Гимбел заключава, че в резултат на операцията най-будните умове на Германия са изолирани в продължение на 3 години, като това забавя следвоенното възстановяване на страната.
Практическото осъществяване на операцията започва, след като на 22 май 1945 година майор Стейвер изпраща телеграма до Пентагона до полковник Джоел Холмс с настояване да се евакуират германските учени със семействата им, заради тяхната важност за продължаващата Тихоокеанска война. Кодовото си име „Кламер“ проектът получава поради това, че към досиетата на учените са прикрепяни с кламер техни фалшифицирани политически биографии, целящи де се заобиколят законите и международните споразумения за денацификация.